# Сукачи (Гомельская область)
Сукачи (бел. Сукачы) — деревня в Ленинском сельсовете Житковичского района Гомельской области Белоруссии.

## География

### Расположение
В 28 км на северо-запад от Житковичей, 8 км от железнодорожной станции Микашевичи (на линии Лунинец — Калинковичи), 261 км от Гомеля.
На юге биологический заказник республиканского значения «Низовье Случи».

## Транспортная сеть
Транспортные связи по просёлочной, затем автомобильной дороге Лунинец — Калинковичи. Планировка состоит из 2 коротких параллельных меридиональных улиц, соединённых переулком. На востоке — небольшой обособленный участок застройки. Жилые дома деревянные, усадебного типа.

## История
Согласно письменных источникам, известна с конца XVIII века как деревня в Мозырском уезде Минской губернии. В 1811 году — владение графа Чапского. В инвентаре 1820 года обозначена как селение Сукачов в составе поместья Ленина, во владении князя Л. П. Витгенштейна. Согласно переписи 1897 года деревня Сукачевичи находилась в Ленинской волости. Во время Великой Отечественной войны в январе 1943 года немецкие оккупанты полностью сожгли деревню и убили 12 жителей. Согласно переписи 1959 года — в составе совхоза «Ленинский» (центр — деревня Ленин). Действовала библиотека.

## Население

### Численность
- 2004 год — 40 хозяйств, 71 житель.

### Динамика
- 1811 год — 10 дворов.
- 1897 год — 148 жителей (согласно переписи).
- 1908 год — 163 жителя.
- 1917 год — 244 жителя.
- 1940 год — 50 дворов 315 жителей.
- 1959 год — 293 жителя (согласно переписи).
- 2004 год — 40 хозяйств, 71 житель.